# D.E.B.S. (film, 2004)
Pour les articles homonymes, voir D.E.B.S..
Pour plus de détails, voir Fiche technique et Distribution.
D.E.B.S est un film américain réalisé par Angela Robinson, sorti en 2005.
Le film est l'adaptation du court-métrage D.E.B.S. de la même réalisatrice, sorti en 2003.
Avant sa sortie en 2005,  le film a été diffusé en avant-première au festival du film de Sundance en 2004.

## Synopsis
Le D.E.B.S. (Discipline -  Energy - Beauty - Strength) est un groupe d'élite dont la mission est de protéger le pays. Ses membres sont des jeunes femmes recrutées dans les campus. Tout le monde pourrait croire qu'Amy, Max, Janet et Dominique sont quatre filles californiennes sans histoire, vivant ensemble et partageant tous les problèmes des filles de leur âge : petits copains, shopping, drague, etc. Apparemment innocentes, elles ont pourtant rejoint l'Académie, une école d'agents secrets. Leur mission : stopper les agissements de Lucy Diamond, une grande criminelle au physique de rêve.

## Fiche technique
- Titre original : D.E.B.S
- Réalisation : Angela Robinson, d'après son court-métrage D.E.B.S.
- Scénario : Angela Robinson
- Directeur artistique : Chris Anthony Miller
- Décors : Laura Evans
- Costumes : Frank Helmer
- Photographie : M. David Mullen
- Montage : Angela Robinson
- Musique : Steven M. Stern
- Production : Jasmine Kosovic et Andrea Sperling
- Producteurs exécutifs : Larry Kennar
- Sociétés de production : Screen Gems, Anonymous Content, Andrea Sperling Productions et Destination Films
- Sociétés de distribution : 
  -  États-Unis : Screen Gems (cinéma) ; Sony Pictures Entertainment (vidéo)
  -  France : Sony Pictures Releasing France
  -  Québec : Sony Pictures Entertainment
- Budget : 3.5 millions $
- Format : Couleur - 35 mm - 2,35:1 - Son DTS et Dolby digital
- Durée : 91 minutes
- Pays :  États-Unis
- Langue d'origine : anglais
- Dates de sortie en salles : 
  -  États-Unis : 22 janvier 2004 (Festival du film de Sundance 2004) ; 25 mars 2005 (nationale, cinéma limité)
  -  France : 21 juin 2005 (directement en DVD)

 Sauf indication contraire, les informations mentionnées dans cette section peuvent être confirmées par la base de données cinématographiques IMDb,  présente dans la section « Liens externes ».
- Classification :
  -  Royaume-Uni : interdit aux moins de 12 ans[1]

## Distribution
- Sara Foster : Amy Bradshaw
- Jordana Brewster (VF : Sandra Valentin) : Lucy Diamond
- Meagan Good (VF : Jessica Barrier) : Max Brewer
- Devon Aoki : Dominique
- Jill Ritchie (VF : Céline Ronté) : Janet
- Geoff Stults(VF : Serge Faliu)  : Bobby Matthews
- Jimmi Simpson : Scud
- Holland Taylor : Mrs Petrie
- Michael Clarke Duncan : Mr Phipps
- Jessica Cauffiel : Ninotchka Kaprova
- Aimee Garcia : Maria
- Scoot McNairy : Stoner

## Accueil

### Critiques
Le film a reçu des critiques négatives sur le site agrégateur de critiques Rotten Tomatoes recueillant 38 % de critiques positives, avec une note moyenne de 4.7/10 sur la base de 60 critiques collectées. Sur Metacritic, il a reçu des critiques mitigées avec un score de 42/100 sur la base de 21 critiques collectées.

### Box-office
Après avoir fait la tournée des festivals du film en 2004, le film a bénéficié d'une sortie cinéma limitée à 45 salles en 2005 aux États-Unis. Le film a récolté seulement 97 446 $ au box-office américain, une somme très légère mais compréhensible étant donné la sortie limitée du film. Dans le reste du monde, il est sorti directement en DVD.

## Autour du film
- D.E.B.S. est l'adaptation sur grand écran du court-métrage homonyme réalisé en 2003 par Angela Robinson. C'est d'ailleurs cette dernière qui se charge de l'adaptation.
- Le film est une parodie des films d'action féminins et plus précisément de ceux du même format que Charlie et ses drôles de dames avec un groupe de jeunes filles au physique de rêve qui affrontent des missions toujours plus périlleuses.
- Jill Ritchie interprétait déjà le rôle de Janet dans le court-métrage de 2003. C'est la seule actrice du court-métrage qui reprend son rôle dans l'adaptation.
- La bande originale du film D.E.B.S. comporte quelques morceaux pop/rock, dont Love Cats de The Cure, A Little Respect de Erasure, Argument de Robots in Disguise et Into The Morning du groupe The Weekend[5].
- Lors de sa tournée des festivals en 2004, le film a reçu le prix des lecteurs du Siegessäule aux Teddy Award lors de la Berlinale.
- En 2005, Angela Robinson a été nommée aux Black Movie Awards pour son travail de scénariste sur le film. Meagan Good a elle aussi été nommée pour sa performance.